# Bill Curbishley
Bill Curbishley (* 13. března 1942 Londýn) je hudební a filmový producent a manažer kapely. Nejvíce se proslavil spoluprací s anglickými rockovými kapelami The Who a Judas Priest a umělci Jimmym Pagem a Robertem Plantem.

## Život
William George Curbishley se narodil do rodiny londýnského dokaře a jeho ženy a vyrůstal nedaleko West Ham Station. Jeho mladší bratr je Alan Curbishley, bývalý manažer West Ham United FC a současný manažer Charlton Athletic FC. Oženil se s Jackie Curbishley, ale později se rozvedli. Curbishley vlastní dům v Londýně a vilu ve Španělsku.

## Producentská filmografie
- The Railway Man – 2013
- My Generation: Who's Still Who – 2008
- Amazing Journey: Six Quick Ones – 2007
- Amazing Journey: The Story of The Who – 2007
- The Who: Tommy and Quadrophenia - Live with Special Guests – 2005
- The Who: Live in Boston – 2003
- Led Zeppelin – 2003
- The Who & Special Guests: Live at the Royal Albert Hall – 2000
- Mastercard Masters of Music Concert for the Prince's Trust – 1996
- Unplugged: Jimmy Page & Robert Plant Un-Led-ed - 1994
- The Who: Thirty Years of Maximum R&B - 1994
- Great Performances: Pete Townshend's Psychoderelict - 1993
- Buddy's Song - 1991
- The Who Live, Featuring the Rock Opera Tommy - 1989
- Deep End - 1985
- Cool Cats: 25 Years of Rock 'n' Roll Style - 1983
- McVicar - 1980
- Quadrophenia - 1979
- The Who: The Kids Are Alright - 1979
- The Who: At Kilburn 1977 - 1977
- The Who: Live at the Isle of Wight Festival 1970 – 1970